# Ole Kock Hansen
Ole Kock Hansen (født 19. april 1945 i Osager) er dansk pianist, komponist, arrangør og orkesterleder. 
Han studerede hos Finn Savery og på konservatoriet i København. Han spillede freelance fra 1965, blandt andet med barndomsvennen Niels-Henning Ørsted Pedersen, med hvem han bevarede et livslangt venskab og musikalsk partnerskab. I 1967 blev han medlem af Radiojazzgruppen og i 1968 af Danmarks Radios Big Band, som han var knyttet til indtil 1996, enten som dets pianist eller chefdirigent.
Han har spillet freelance med hele den danske jazzelite, blandt andet gruppen Iron Office, Thad Jones, Ben Webster, Etta Cameron og Per Goldschmidt.
Efter 1996 har han også arbejdet som producer og freelance-arrangør og har fortsat samarbejdet med Niels-Henning Ørsted Pedersen og Etta Cameron og kunnet høres med fx Repertory Quartet og Thomas Fryland. I 1993 arrangerede han for Tommy Flanagan ved Jazzparprojektet, og han har endvidere medvirket på en lang række indspilninger med børnemusik og med dansk musik, vis identificerbare nationale træk det er lykkedes ham også at bringe ind i sit jazzspil, ikke mindt mindst i samarbejdet med Niels-Henning Ørsted Pedersen.
Med sin brede musikalske berøringsflade og sin langvarige ledelse af Danmarks Radios Big Band i talrige og meget forskellige projekter har han placeret sig som en af de mest betydende kunstnere i den moderne danske jazz. Han var årets Jazzmusiker i 1975 og modtager af Ben Webster Prisen i 1986.
Ole Kock Hansen underviste desuden i klaver fx på MGK på Ishøj Musikskole. Han leder i dag sit eget big band "A Very Big Band", der har et bredt stilistisk repertoire og som jævnligt giver koncerter rundt omkring med gæstesolister som Cæcilie Norby, Miriam Mandipira, Bobo Moreno og Jesper Thilo. 